# Christian Campbell
Pour les articles homonymes, voir Campbell.
Christian Bethune Campbell (né le 12 mai 1972) est un acteur et réalisateur canadien. Il est marié avec l'actrice America Olivo.

## Filmographie

### Cinéma
- 1998 : Next Time : Matt
- 1998 : Hairshirt : Adam Lipton
- 1999 : Cold Hearts : John Luke
- 1999 : Trick de Jim Fall : Gabriel
- 2000 : Angels! : Joe Bogsley
- 2001 : Who Is A.B.?
- 2001 : Thank You, Good Night : Lee
- 2001 : The Good Things : Rob Fambrough
- 2001 : Plead : Alan
- 2004 : Max Steel: Endangered Species (Direct-to-video) : Max Steel
- 2004 : Pretty Dead Girl : Mortie
- 2005 : Max Steel: Forces of Nature : Max Steel
- 2007 : One Night : Gregg
- 2007 : Max Steel: Dark Rival (Direct-to-video)
- 2008 : Ibid : Lionel
- 2008 : The Betrayed : Kevin
- 2008 : Max Steel: Bio Crisis (Direct-to-video) : Max Steel
- 2009 : Neighbor : Don Carpenter
- 2009 : Clear Blue Tuesday : Obnoxious Co-Worker
- 2009 : Immortal Island : Agent Ron Cecil
- 2010 : Casino Jack : Ralph Reed

### Télévision

#### Téléfilm
- 1990 : Clarence : Larry
- 1992 : City Boy : Nick
- 1992 : School's Out : Todd
- 1993 : Born to Run : Jamie
- 1995 : Picture Perfect : Alan Walters
- 1998 : Je t'ai trop attendue (I've Been Waiting for You) : Eric Garrett
- 1999 : Cruel Justice : Dean Joiner
- 2003 : The Piano Man's Daughter : Charlie Kilworth
- 2005 : Reefer Madness (Reefer Madness: The Movie Musical) : Jimmy Harper
- 2006 : Banshee : Larch
- 2008 : The Verdict : Rob
- 2008 : You Belong to Me : Michael McBride
- 2013 : Condamnés au silence (An Amish Murder) : Jacob Burkholder
- 2013 : L'Heure du crime (Time of Death) : Nathan Loring

#### Série télévisée
- 1990 : Les Années collège : Todd (1 épisode)
- 1993 : Matrix : Tony Lusano (1 épisode)
- 1995 : Side Effects : Drew Armstrong (1 épisode)
- 1995 - 1996 : TekWar : Danny Cardigan (4 épisodes)
- 1996 : Seduced by Madness: The Diane Borchardt Story : Doug Vest (2 épisodes)
- 1996 : Couleur Pacifique : Teddy Delacourt (10 épisodes)
- 1996 : Sept à la maison : Terry Daniels (1 épisode)
- 2000 - 2001 : The Street : Tim Sherman (12 épisodes)
- 2001 : Max Steel : Max Steel (5 épisodes)
- 2002 : Jeremiah  : Reece Davenport (1 épisode)
- 2003 : The Atwood Stories : Richard (1 épisode)
- 2003 : Blue Murder : Steff Marable (1 épisode)
- 2004 - 2005 : La Force du destin : Robert "Bobby" Thorne Warner (9 épisodes)
- 2006 : The Book of Daniel : Peter Webster (8 épisodes)
- 2007 : Les Experts : Manhattan : Noah Hubler / ... (1 épisode)
- 2008 : Ghost Whisperer : Lucas Marston (1 épisode)
- 2008 : NCIS : Enquêtes spéciales : Nick Kingston (1 épisode, Heartland)
- 2010 : Les Experts : Miami (CSI: Miami) : Ben Rooney (1 épisode)
- 2011 : New York, unité spéciale : Dr. Ari Nathan (saison 12, épisode 15)
- 2011 : Big Love : Greg Ivey (9 épisodes)
- 2013 : Supernatural : James Martin Frampton (épisode : Les Familiers - Man's Best Friend with Benefits)
- 2025 : New York, unité spéciale : Gordon DeWinn, Jr. (saison 26, épisode 23)

## Doublage
- 2002 : Red Faction II (jeu vidéo) : Alias
- 2003 : Chaos Legion (jeu vidéo) (voix version anglaise) : Sieg Wahrheit